# Google Nexus
Google Nexus (транскр.  Гугл Нексус) је породица преносних уређаја базираних на Андроиду. Google је задужен за дизајн, развод, маркетинг и подршку уређаја, а одабрани произвођач за производњу. Тренутни уређаји Nexus серије су фаблет Nexus 6P (Huawei), смартфон Nexus 5X (LG), фаблет Nexus 6 (Моторола), таблет Nexus 9 (ХТЦ), две генерације таблета Nexus 7 (Асус), смартфон , смартфон , смартфон Galaxy Nexus (Самсунг), смартфон Nexus One (ХТЦ), дигитални медија плејер Nexus Player (Асус) и медија плејер Nexus Q (повучен из продаје, касније замењен Кроумкастом).
Уређаји из Nexus серије немају измене у оперативном систему које додају произвођачи и мобилни оператери (као што су промене на графичком корисничком окружењу) и имају откључан покретач оперативног система који дозвољава даље корисничке промене. Nexus уређаји први добијају најновију верзију оперативног система.